# UKHK Unia Oświęcim
Uczniowski Klub Hokejowy Kobiet Unia Oświęcim – żeński klub hokeja na lodzie z siedzibą w Oświęcimiu, założony w 2005 r., występujący w rozgrywkach Polskiej Ligi Hokeja Kobiet. Uczestnik Ligi Mistrzyń w 2014 r.

## Sukcesy
- Mistrzostwa Polski:
  -  Złoty medal: 2014[1]
  -  Srebrny medal: 2012, 2013, 2015
  -  Brązowy medal: 2010, 2011, 2019, 2020, 2022, 2023[2]

Inne sukcesy
- 27.08.2013 - 1. miejsce w ReproMat Woman Cup 2013 w Roudnicach nad Labem[3]
- 27.04.2014 - 1. miejsce w międzynarodowym turnieju hokeja na lodzie kobiet w Oświęcimiu[4]
- 25.04.2015 - 1. miejsce w turnieju hokeja na lodzie kobiet w Oświęcimiu z okazji 10-lecia UKHK Unia Oświęcim
- 16.04.2016 - 1. miejsce w towarzyskim wiosennym turnieju hokeja na lodzie kobiet w Oświęcimiu
- 30.04.2017 - 2. miejsce w towarzyskim wiosennym turnieju hokeja na lodzie kobiet w Oświęcimiu
- 22.04.2018 - 2. miejsce w towarzyskim turnieju Iskierka Cup w Janowie
- 29.04.2018 - 1. miejsce w towarzyskim turnieju z okazji 100. rocznicy odzyskania przez Polskę niepodległości w Oświęcimiu
- 13.04.2019 - 1. miejsce w towarzyskim wiosennym turnieju hokeja na lodzie kobiet w Oświęcimiu
- 23.04.2023 - 1. miejsce w międzynarodowym turnieju hokeja na lodzie kobiet „Valhalla Cup” w Brnie
- 21.04.2024 - 1. miejsce w międzynarodowym turnieju hokeja na lodzie kobiet „Valhalla Cup” w Brnie

## Miejsca w lidze
| Sezon   | Rozgrywki | Uzyskana lokata |
| ------- | --------- | --------------- |
| 2007/08 | PLHK      | 6               |
| 2008/09 | PLHK      | 5               |
| 2009/10 | PLHK      | 3               |
| 2010/11 | PLHK      | 3               |
| 2011/12 | PLHK      | 2               |
| 2012/13 | PLHK      | 2               |
| 2013/14 | PLHK      | 1               |
| 2014/15 | PLHK      | 2               |
| 2015/16 | PLHK      | 5               |
| 2016/17 | PLHK      | 5               |
| 2017/18 | PLHK      | 5               |
| 2018/19 | PLHK      | 3               |
| 2019/20 | PLHK      | 3               |
| 2020/21 | PLHK      | 4               |
| 2021/22 | PLHK      | 3               |
| 2022/23 | PLHK      | 3               |
| 2023/24 | PLHK      | 4               |
| 2024/25 | PLHK      | 5-8             |

## Sztab szkoleniowy
Trenerami zespołu byli m.in. Stanisław Małkow, Stefan Syryński, Robert Piecha, Jan Mól, Michal Fikrt i Wojciech Stachura.

## Kadra w sezonie 2022/23[7]
| Sztab szkoleniowy: - Michal Fikrt - trener - Wojciech Stachura - trener - Damian Bernaś - trener - Przemysław Witek - trener bramkarek |  | Bramkarki: - Monika Chodak - Anna Pieczyk - Julia Kołodziej - Hanna Witek Obrończynie: - Ada Wawrzyk - Aleksandra Langner - Agata Kozioł "A" - Małgorzata Metyk - Lena Januszyk - Anna Kot "A" |  | Napastniczki: - Joanna Strzelecka "C" - Kamila Wieczorek - Aneta Michałek - Alicja Kopciara - Amelia Bula - Karolina Makuch - Anna Zaborska - Katarzyna Zaborska - Karolina Miłoń - Karolina Fikrtova - { Sandra Piotrowska - Lena Olearczyk - Laura Babiuch - Oliwia Smółkowska - Maja Walkowicz - Kornelia Stefańska - Wiktoria Chałupka - Gabriela Matyszkiewicz |

## Link zewnętrzny
- Strona internetowa